# Stronger Than Evil
Stronger Than Evil è il terzo album del gruppo heavy metal svedese Heavy Load, pubblicato nel 1983.

## Tracce
1. Run With The Devil – 3:44
2. The King – 4:22
3. Singing Swords – 5:30
4. Dreaming – 5:55
5. Stronger Than Evil – 7:11
6. Free – 4:11
7. Saturday Night – 4:51
8. Roar Of The North – 5:25

## Formazione
- Styrbjörn Wahlquist - batteria
- Ragne Wahlquist - voce, chitarra, tastiere
- Torbjörn Ragnesjo - basso
- Eddy Malm - chitarra